# 天井川公園
天井川公園（てんじょうがわこうえん）は、兵庫県神戸市須磨区北町および南町にある都市公園。

## 概要
名前の通り、天井川（固有名詞）に沿った場所に立地し、阪神高速3号神戸線の高架下にある。当園では地元団体による緑化活動もおこなわれ、園内には花壇やビオトープやがしつらえられており、自然観察会も催される。

## カエルのすべり台
当公園には大きなカエルの形をしたすべり台がある。このすべり台にちなみ、地元住民からは「カエル公園」とも呼ばれている。
最初の明確な設置時期は不明だが公園開設の1969年から1980年までの間とみられている。初代は老朽化が進んだために2020年に撤去され、2代目に置き換えられた。初代はカエルの背中にあるイボを伝って登って背中側から滑って降りていく構造だったのに対し、2代目はカエルの背中にある階段から登り、口の中から滑って降りる構造である。

## アクセス
- 山陽電気鉄道月見山駅から徒歩約10分
- 山陽本線（JR神戸線）須磨海浜公園駅徒歩約10分
- 神戸市バス須磨北町バス停すぐ